# Knikengel

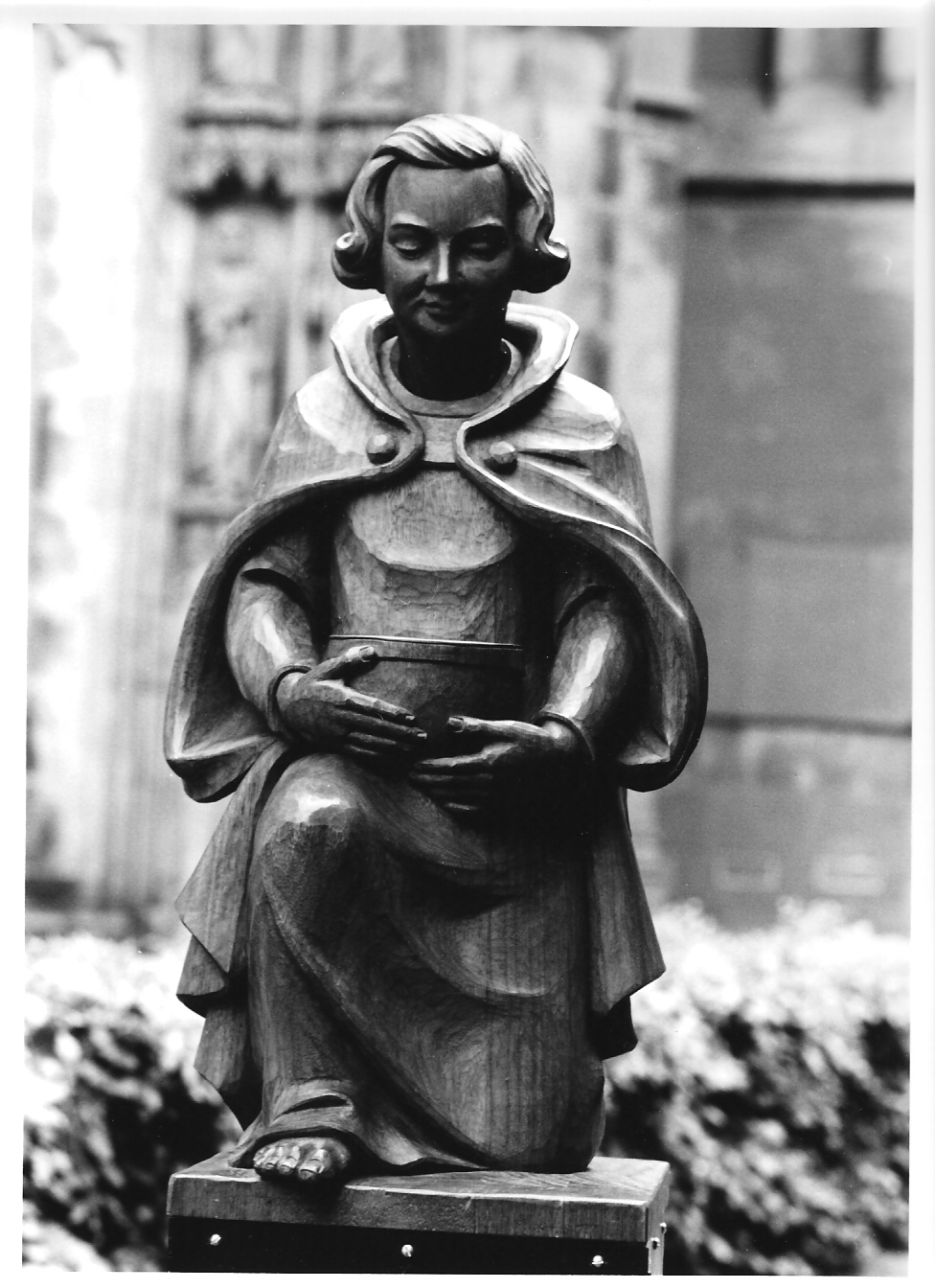
Knikengel van de kerststal in de Sint-Janskathedraal in 's-Hertogenbosch

Een knikengel is een offerblok in de vorm van een engel. Deze engel had een scharnierend hoofd.
Indien men een muntje in dit offerblok wierp, werd door een mechaniekje het hoofd in een ja-knikkende beweging gebracht, waardoor het leek alsof de engel de gever vriendelijk toeknikte.
Met name de rooms-katholieke missie bediende zich van knikengelen, die ook in de vorm van een zwart jongetje of iets dergelijks konden zijn, om met name kinderen tot een gift te verlokken.